# 산업 정책
한 국가의 산업 정책(産業政策, industrial policy, IP) 또는 산업전략(industrial strategy)은 경제의 일부 또는 전반의 개발 및 성장을 장려하는 공식적인 전략적 노력을 의미하며 이 중 제조 부문 전반 또는 일부에 초점을 둔다.
기업과 정부의 관계가 긴밀해지는 것은 산업정책이 개개 기업의 경영방침 결정에 기반과 여건이 된다는 점에서 중요한 의의가 있다. 사회주의 경제가 아닌 민주주의 경제에서는 기업이 자주적으로 경영방침을 결정하는 것이지만, 정부의 산업정책은 기업의 경영정책에 대해 하나의 기틀을 구성한다. 또한 대기업과 같이 국민경제의 중요한 역할을 하고 있는 민간기업의 자주적 정비는 정부의 산업정책 발흥에 제약적 요소가 되며, 정부의 산업정책 자체도 자유기업 중심으로 한 자본주의 경제의 유지를 목적으로 하여 자유방임적인 자유사기업체제의 결함을 시정하고 발전시키는 역할을 한다. 기업이 대규모화되면 장기계획을 기초로 한 경영정책을 채용하게 되는데, 이때 정부의 장기 산업정책이 기업의 장기경영정책의 기초가 된다. 그리고 이는 정부의 정책 및 경제 자체가 안정되었을 때 가능하다.

## 같이 보기
- 재벌
- 수입 대체 산업화
- 유치산업론

## 참고 문헌
- Graham, Otis L. (1994). 《Losing Time: The Industrial Policy Debate》. Cambridge, MA: Harvard University Press. ISBN 978-0-674-53935-8.
- Bingham, Richard D. (1998). 《Industrial Policy American Style: From Hamilton to HDTV》. Armonk, NY: M.E. Sharpe. ISBN 978-1-563-24596-1.
- Rodrik, Dani (2004). 〈Industrial Policy for the Twenty-First Century〉. 《Industrial Policy for the 21st Century》. UNIDO. 2013년 5월 12일에 원본 문서에서 보존된 문서. 2012년 8월 24일에 확인함.